# Elezioni europee del 2004 nel Regno Unito
Le elezioni europee del 2004 nel Regno Unito si sono tenute il 13 giugno.

## Risultati
| Liste  | Liste                                      | Gruppo       | Voti       | %     | Seggi |
| ------ | ------------------------------------------ | ------------ | ---------- | ----- | ----- |
|        | Partito Conservatore                       | PPE-DE       | 4.397.090  | 25,88 | 27    |
|        | Partito Laburista                          | PSE          | 3.718.683  | 21,88 | 19    |
|        | Partito per l'Indipendenza del Regno Unito | IND/DEM - NI | 2.650.768  | 15,60 | 12    |
|        | Liberal Democratici                        | ALDE         | 2.452.327  | 14,43 | 12    |
|        | Partito Verde di Inghilterra e Galles      | Verdi/ALE    | 1.033.093  | 6,08  | 2     |
|        | Partito Nazionale Britannico               | -            | 808.200    | 4,76  | -     |
|        | Respect Party                              | -            | 252.216    | 1,48  | -     |
|        | Partito Nazionale Scozzese                 | Verdi/ALE    | 231.505    | 1,36  | 2     |
|        | Partito Unionista Democratico              | NI           | 175.761    | 1,03  | 1     |
|        | Plaid Cymru                                | Verdi/ALE    | 159.888    | 0,94  | 1     |
|        | Sinn Féin                                  | GUE/NGL      | 144.541    | 0,85  | 1     |
|        | Partito dei Democratici Inglesi            | -            | 130,056    | 0,77  | -     |
|        | Partito Liberale                           | -            | 96,325     | 0,57  | -     |
|        | Partito Unionista dell'Ulster              | PPE-DE       | 91.164     | 0,54  | 1     |
|        | Partito Social Democratico e Laburista     | -            | 87.559     | 0,52  | -     |
|        | Altri                                      | -            | 1.149.048  | 3,31  | -     |
| Totale | Totale                                     | Totale       | 17.578.224 |       | 78    |